# École nationale supérieure de l'audiovisuel

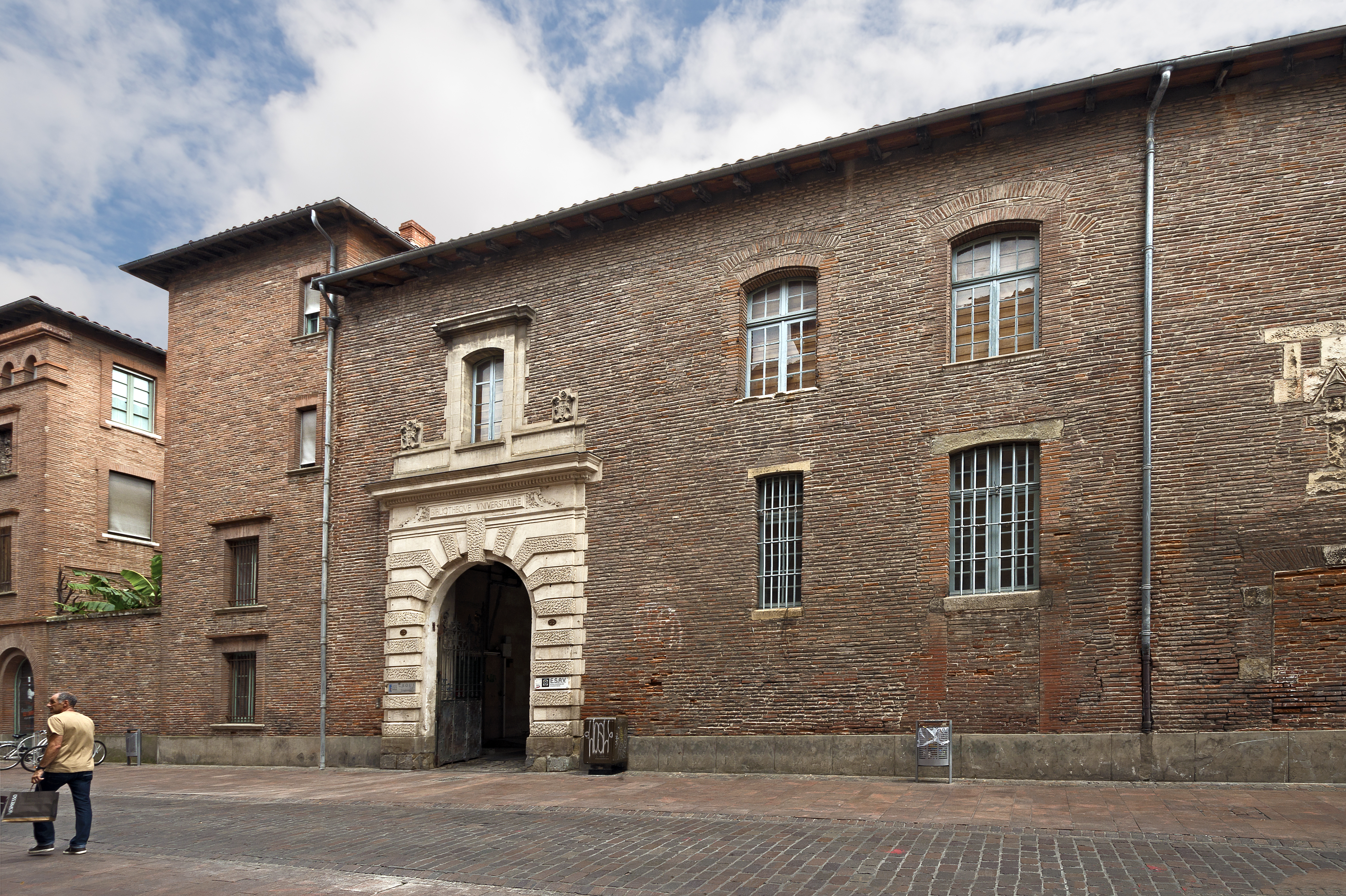
Entrée de l'ENSAV Rue du Taur

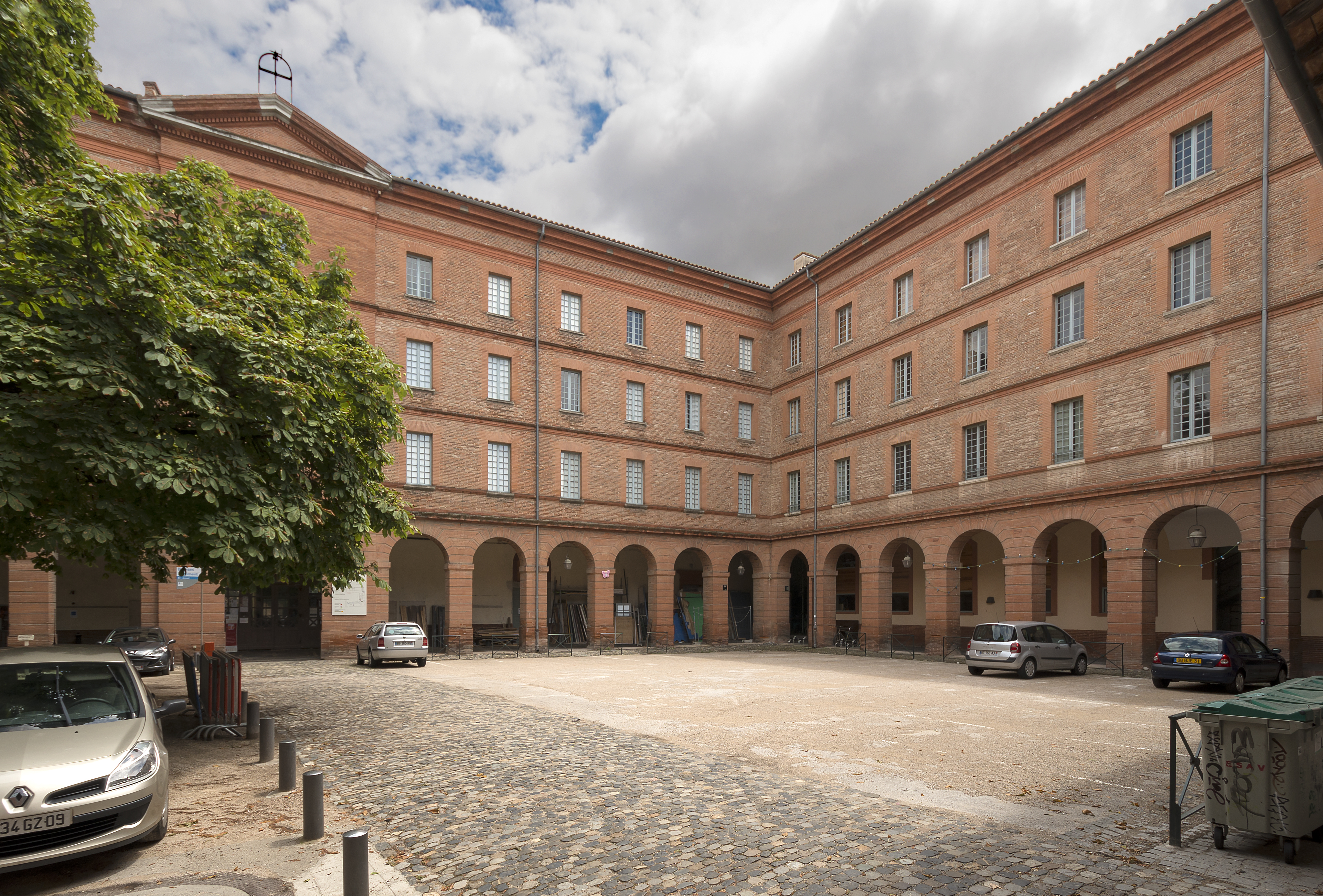
La cour intérieure de l'ENSAV

L’École nationale supérieure d’audiovisuel (ENSAV) est un établissement public d'enseignement supérieur français fondé en 1978, située à Toulouse. Membre de l'université Toulouse-Jean-Jaurès, elle délivre un enseignement technique et artistique des métiers du cinéma. 
L'École nationale supérieure d'audiovisuel de Toulouse est l'une des quatre écoles de l'enseignement public français où sont enseignés les métiers du cinéma avec l'École nationale supérieure Louis-Lumière, La Fémis à Paris, et l'École nationale supérieure de cinéma Cinéfabrique à Lyon.

## Histoire
En 1978, l’université de Toulouse II-Le Mirail crée un département autonome d’enseignement de la communication audiovisuelle qui accueille des étudiants de niveau Bac+2 (DÉUG). En 1991, un Institut universitaire professionnalisé (IUP) d’Études audiovisuelles lui succède. En 1995 est adjoint un Laboratoire de recherche en audiovisuel, habilité au titre d’Équipe d’accueil (EA4154), et accueille des étudiants en doctorat spécialisé dans l’audiovisuel. En 2003, l'école déménage rue du Taur, dans les bâtiments de l'ancien collège de Périgord, à proximité de la Cinémathèque de Toulouse et du cinéma ABC.
Guy Chapouillié dirige l'école de sa création en 1978 jusqu'en 2009. 
En 2017, l'école prend le nom d' « École nationale supérieure de l'audiovisuel » (ENSAV).

## Offre de formation
L’École nationale supérieure d’audiovisuel est l'une des quatre écoles de l'enseignement supérieur public français où sont enseignés les métiers du cinéma (avec l'École Louis-Lumière et la Fémis, à Paris, et la Cinéfabrique, à Lyon),  et l'une des six formations supérieures publiques en audiovisuel (avec le département « SATIS » de l'université d'Aix-Marseille, et les filières « Image & son » des universités de Bretagne-Occidentale et de Valenciennes). 
L'école vise la formation professionnelle de ceux qui se destinent au métiers du cinéma, mais aussi de la radio et de la télévision.
Proposés aux étudiants titulaires d'une formation de niveau Bac+2 minimum pour les licences et Bac+3 pour les masters, l'école délivre des diplômes de licence en « Études audiovisuelles » (1 an), de Licence professionnalisante en « Création infographique » (1 an), de master (2 ans), et de doctorat (3 ans), ainsi qu'un « diplôme universitaire de recherche et de création en audiovisuel » (DURCA, 1 an). 
En fin de cursus (2e année de master), l'école propose 6 parcours de spécialisation: « Réalisation », « Image », « Son », « Infographie / Architecture - Décor », « Production », « REX ».
Grand nombre de diplômés de l'ENSAV travaillent par la suite dans des sociétés de production de films publicitaires, institutionnels, fictions en tant que réalisateurs, monteurs, ingénieurs du son, spécialistes des effets visuels, etc. Certains se dirigent aussi vers la recherche (laboratoire de recherche en audiovisuel habilité : le LARA) et l'enseignement.

## Conditions d'admission
L'entrée à l'ENSAV (en L3) se fait sur concours, à partir d'un niveau Bac+2 validé. Il n'y a pas de formation privilégiée pour préparer l'entrée à l'École.

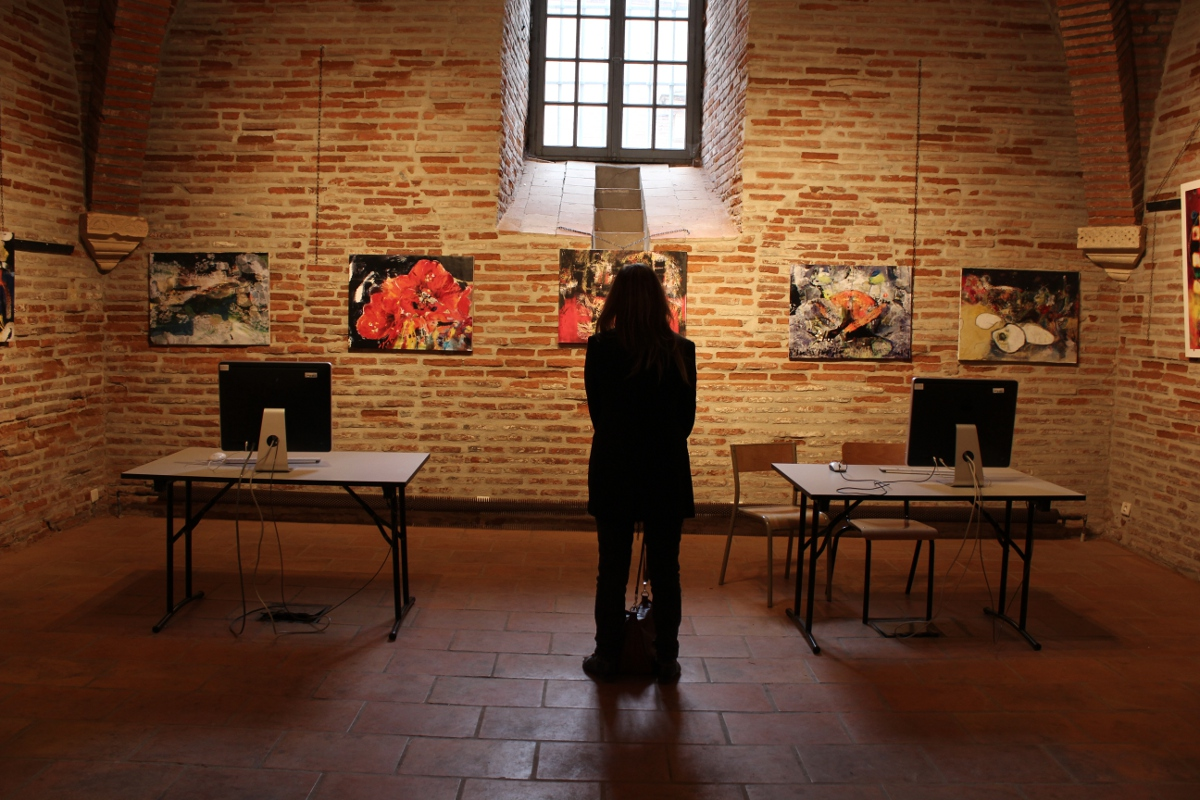
Salle d'exposition dans la tour Maurand, ENSAV, Toulouse

Le niveau du concours est élevé, l'école souhaitant des élèves motivés, passionnés, sachant montrer leur intérêt pour le cinéma ou l'audiovisuel et leur envie de faire des films. Pour chaque rentrée, entre 400 et 600 candidats demandent leur préinscription pour passer le concours (mai-juin), à l'issue de la première partie du concours (début septembre) environ 70 sont retenus pour participer à la deuxième phase du concours, que l'école appelle "Période d'orientation" (deuxième quinzaine de septembre). À l'issue de ces épreuves, une trentaine d'étudiants rejoignent l'école pour une rentrée mi-octobre.

## Informations diverses
L'ENSAV est membre du CILECT (Centre international des écoles de cinéma et de télévision) qui regroupe des universités et des grandes écoles spécialisées dans l'enseignement et la recherche en audiovisuel. Dans ce cadre, la Corrida audiovisuelle (rencontres internationales des écoles de cinéma et de télévision), temps fort de la formation, ouvre grand ses portes, chaque année depuis plus de 20 ans, aux réalisations et aux remises en question des écoles de cinéma du monde entier afin de confronter différentes approches cinématographiques, pédagogiques et culturelles. À ce jour plus d'une centaine d'écoles du monde entier ont été séduites par cette manifestation que l'ESAV organise.

## Pédagogie
La formation est aussi bien axée sur la technique que sur la pratique. Dès la première année, l'étudiant est mis au contact du matériel photo, audio, vidéo, HD, film 16 mm, etc. Les étudiants sont évalués non pas sur des examens sur table mais sur des exercices tout au long de l'année. Ces exercices consistent la plupart du temps en la réalisation de films. Certains exercices sont effectués en groupes (de quatre en général) mais souvent chaque étudiant doit faire son propre film, avec l'aide de ses camarades.
La spécialisation intervient en fin de cursus seulement. L'ENSAV convient donc plutôt aux étudiants souhaitant développer leur polyvalence. Les étudiants sont laissés libres dans les films qu'ils réalisent.
La formation inclut des périodes de formation à l'étranger: le service des Relations internationales propose 15 partenariats privilégiés avec des universités du monde entier (Wiesbaden, Bruxelles, Rio, Québec, Pékin, Californie, New-York, Dickinson College, Marrakech, Mexico, Lodz, Prague, Genève, Carthage).
L’équipe enseignante permanente de l’ENSAV est constituée de professeurs des universités habilités à diriger les recherches, de maîtres de conférences, de professeurs agrégés, ainsi que de professionnels de l’audiovisuel (vacataires ou professeurs associés).

## Matériel
L'ENSAV dispose de plusieurs caméras Aaton (LTR et XTR) 16 mm et Super 16 mm avec séries Zeiss, ACL Éclair Super 16 mm, 1 Arriflex SR1, ainsi que de nombreuses caméras Bolex H16 en 16 mm standard (essentiellement utilisées en première année). Côté numérique, une caméra Sony PMW-F5, une caméra Sony F3, une caméra Panasonic AF-101, une caméra Canon EOS C300, 5 caméras Panasonic HPX-250… Le matériel est à disposition des étudiants pour leurs exercices, la seule contrainte est sa réservation et sa disponibilité.

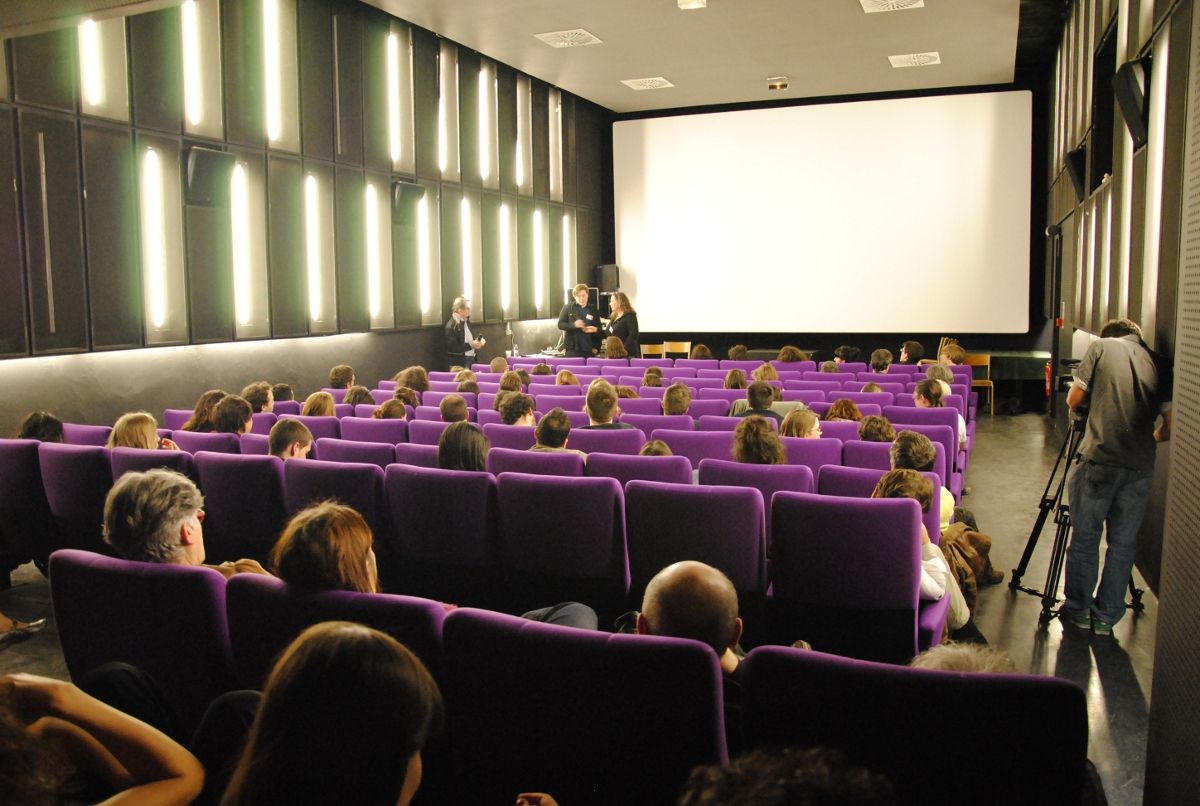
Salle Arts du spectacle, ENSAV, Toulouse

Les deux premières années, le son est enregistré sur des enregistreurs portables Zoom H4n, m-audio et Fostex FR2-LE. Les micros utilisés sont essentiellement des AKG CK-92 & CK93, AT 875R, AT 2031, Rode NTG-2 et des Rode NT5 en paire stéréo. En année de spécialisation, d'autres matériels sont utilisés (Cantar X2, Zoom H6, SoundDevices, MixPre 10, Nagra, etc.), certains sont loués.
Le montage des films se fait sur six bancs Avid Media Compser & Final Cut Pro isolés phoniquement et climatisés. Le montage son se fait sur quatre postes équipés du logiciel Pro Tools. L'école dispose d'un auditorium son insonorisé avec vidéoprojecteur pour pratiquer du mixage son plus poussé.
En matière d'éclairage, l'ENSAV dispose de près d'une centaine de luminaires allant du petit Fresnel au 4 Kw HMI. De nombreux exercices se font sur un studio de 120 m2 équipé d'une console lumière, d'une loge maquillage et d'un atelier de menuiserie. Dès la première année, et encore plus lors de la deuxième année, les étudiants sont amenés à utiliser le plateau décor.
Les films sont projetés dans la "salle Arts du spectacle", qui est une salle de cinéma d'une centaine de places équipée de matériel de projection 16 mm, 35 mm et vidéo.
Pour terminer, l'école dispose d'une médiathèque où sont conservés les films des étudiants pour l'archivage, et qui a un catalogue fourni d'ouvrages sur le cinéma. Il est possible d'y lire une dizaine de revues sur le cinéma, le son, l'informatique... La médiathèque gère aussi le fichier de casting de l'école.

## Coût de la scolarité
Les frais de scolarité annuels s'élèvent à 150 € pour l'année de licence, et 222 € pour chacune des années de master. Des frais de cotisation à la Sécurité sociale s'ajoutent.

## L'ENSAV dans la culture
Le film Le Cours de la vie, réalisé par Frédéric Sojcher, se déroule à l'ENSAV ; il raconte l'intervention d'une scénariste, incarnée par Agnès Jaoui, face aux étudiants de l'école.